# Ильинская крепость
Ильинская крепость — крепость XVIII-XIX веков на Оренбургской военной линии, находилась в районе современного села Ильинка (Кувандыкский район).

## Исторический очерк
Во время пугачевского бунта в ноябре 1773 году подверглась нападению Хлопуши, одного из сподвижников Пугачева.
Хлопуша с 500 человек и 6 орудиями подошел к Ильинской крепости 24 ноября 1773 года, энергично повел приступ и скоро овладел ею, причём комендант поручик Лопатин погиб, а остальные офицеры и жители были пощажены. Не разорив по обыкновению крепости, Хлопуша двинулся к Верхне-Озёрной, но здесь потерпел поражение; Пугачёв счёл необходимым двинуться на помощь ему и присоединился к Хлопуше 26 ноября 1773 года.
Между тем, с Сибирской линии в подкрепление Ильинской крепости генерал-майор Станиславский выслал 3 роты майора Заева. Пугачёв решил пересечь ему дорогу, но Заев успел пройти и 27 ноября 1773 года занял Ильинскую крепость. Бывшие там солдаты последовали за Хлопушей, и Заев встретил лишь одного раненого офицера, одного сержанта и нескольких сосланных конфедератов; хлебные амбары были раскрыты, часть муки и сухарей валялась на дворе, также была брошена в воротах пушка. Заев разместил на трех бастионах по пушке (4-й остался без вооружения), расставил караулы и приготовился к бою.
28 ноября 1773 года в сумерки Пугачёв подошел к крепости; разъезды его были обстреляны часовыми с валов; тщетно мятежники кричали: «Не стреляйте и выходите вон; здесь государь», — в ответ последовал выстрел из пушки; разъезды отступили, а через час вся шайка, руководимая Пугачёвым, врассыпную понеслась к крепости, но была рассеяна артиллерийским огнём.
Солдаты, а особенно конфедераты просились на вылазку, но Заев, опасаясь их измены, не дал разрешения. 29 ноября 1773 года Пугачёв снова подступил, но на этот раз со стороны невооруженного бастиона; впереди везли возы сена для поджога и 2 пушки; Заев приказал перетащить туда 2 пушки, но, пока успели это исполнить, деревянный бастион был разбит ядрами и мятежники ворвались в крепость; солдаты побежали.
Заев, большая часть офицеров и 200 солдат были убиты, а прочие взяты в плен и представлены Пугачёву; солдат заставили встретить его, стоя на коленях, и Пугачёв их простил, после чего обратился к капитану Камешкову и прапорщику Воронову: «Зачем вы шли на меня, на вашего государя?» — «Ты нам не государь; у нас в России государыня императрица Екатерина Алексеевна и государь цесаревич Павел Петрович, а ты вор и самозванец», — отвечали пленники и были тут же повешены. Вслед за тем привели капитана Башарина; не разговаривая с ним, Пугачев приказал повесить его, но пленные солдаты стали просить о помиловании. «Коли он был до вас добр, то я его прощаю», — ответил самозванец и приказал всех остричь по-казацки. Тотчас же с увеличившейся шайкой Пугачев двинулся к Верхне-Озёрной, оставив раненых в крепости.